# Dog of Two Head
Dog of Two Head — четвертий студійний альбом англійської групи Status Quo, який вийшов у листопаді 1971 року.

## Композиції
1. Umleitung - 7:11
2. Nanana (Extraction I) - 0:51
3. Something's Going on in My Head - 4:44
4. Mean Girl - 3:53
5. Nanana (Extraction II) - 1:11
6. Gerdundula - 3:49
7. Railroad - 5:30
8. Someone's Learning - 7:08
9. Nanana - 2:26

## Склад
- Френсіс Россі - вокал, гітара
- Рік Парфітт - вокал, гітара
- Алан Ланкастер - басс-гітара
- Джон Колен - ударні